# Прага-Полуднє
52°14′30″ пн. ш. 21°05′02″ сх. д. / 52.241729° пн. ш. 21.083867° сх. д.
Прага-Полуднє (пол. Praga-Południe) — район (дільниця) Варшави, розташована на правому березі Вісли. На півночі межує з дільницями Прага-Пулноц (пол. Praga-Północ) і Таргувек (пол. Targówek), на півдні — з дільницями Мокотув (пол. Mokotów) (розташована на лівому березі Вісли) та Вавер (пол. Wawer), на заході — з дільницею Середмістя (пол. Śródmieście) (розташована на лівому березі Вісли), на сході — з дільницями Рембертув (пол. Rembertów) (на північному сході) та Вавер (на південному сході). Площа дільниці становить 22,38 км2. Станом на 31 грудня 2014 на території дільниці Прага-Полуднє проживає 178309 чоловік.
Назва дільниці походить від дієслова prażyć (укр. палити), початково відносилася до спаленого («wyprażonego») місця.

## Історія

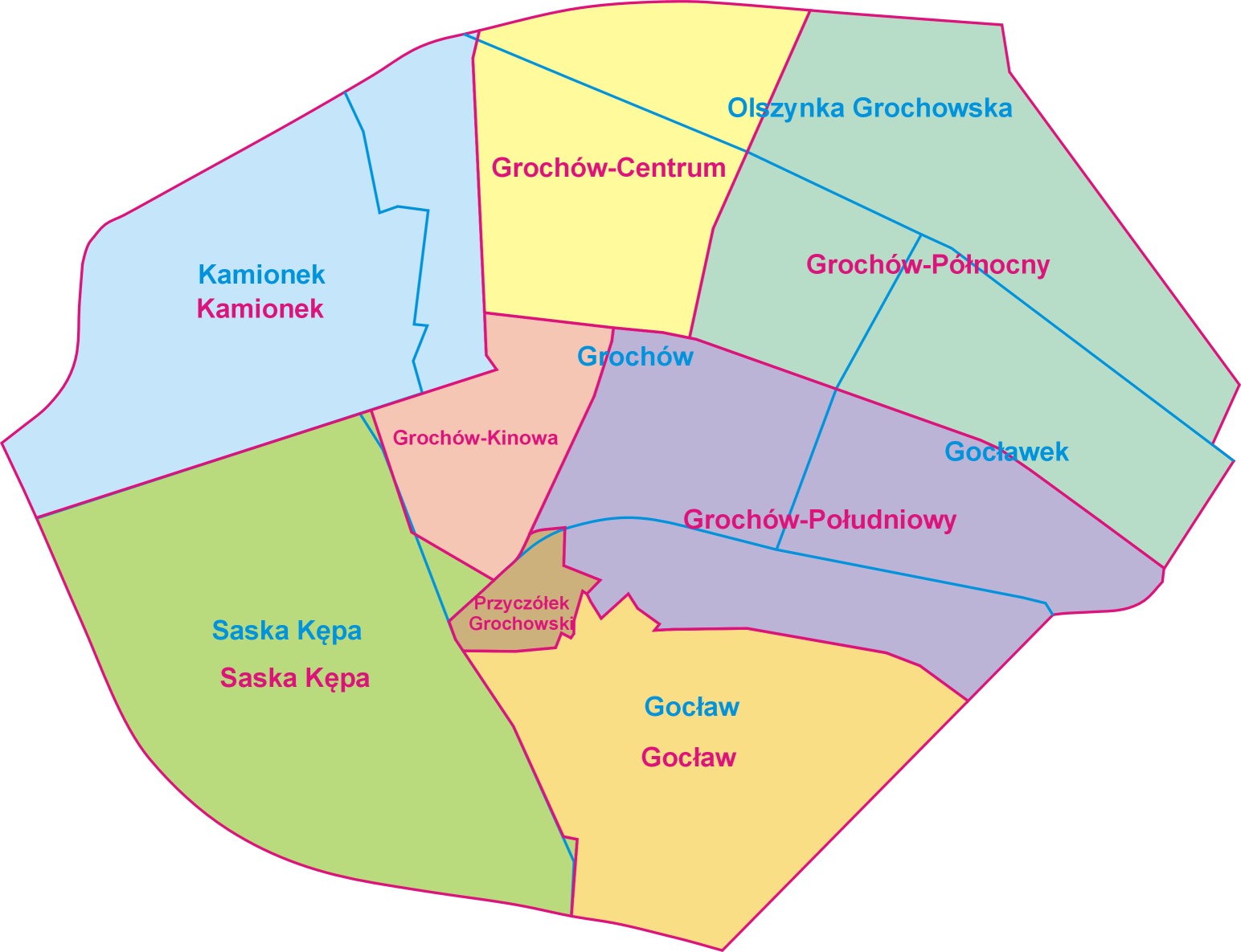
Райони дільниці Прага-Полуднє

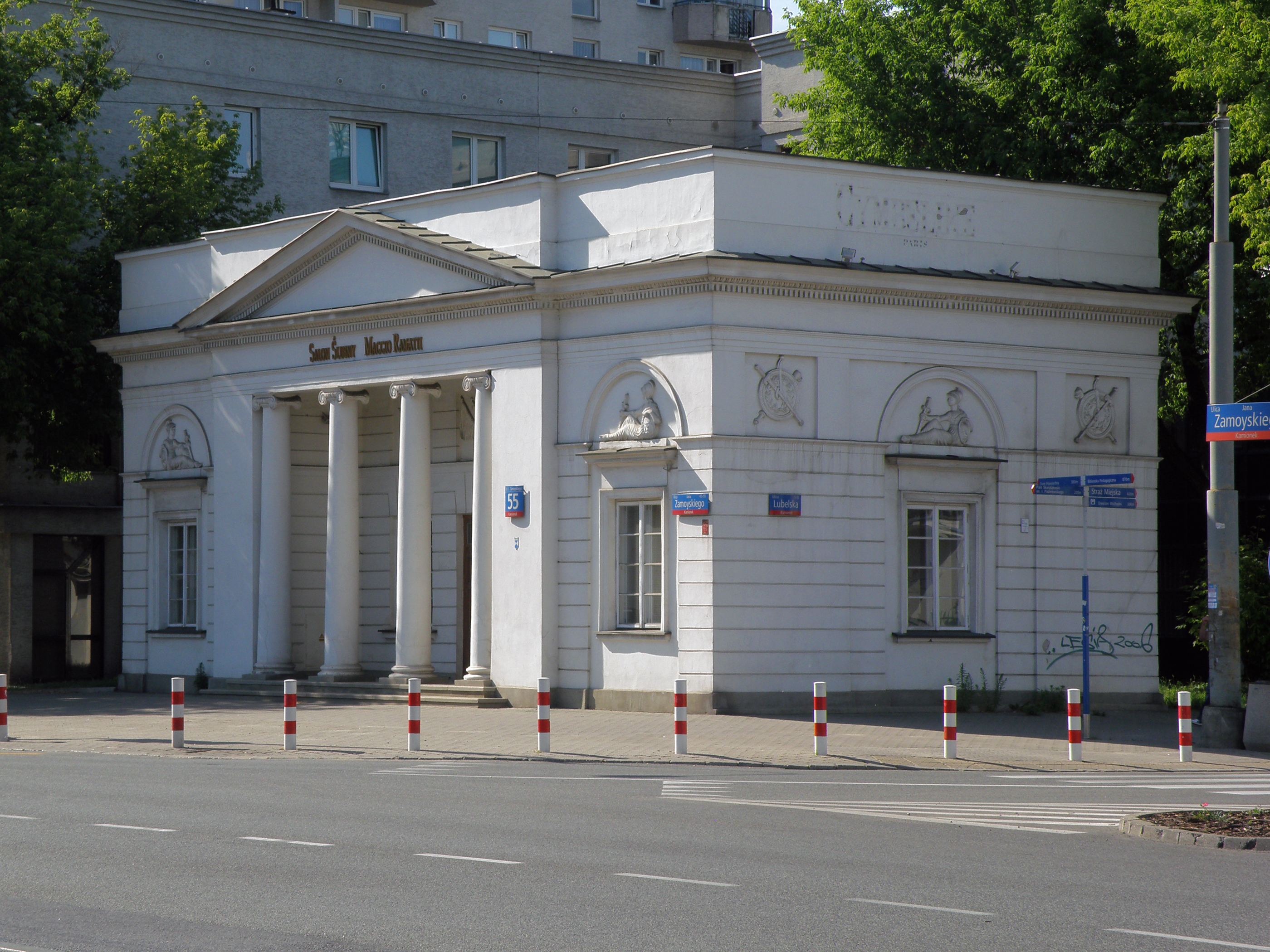
Ґроховські будівлі-«рогатки»

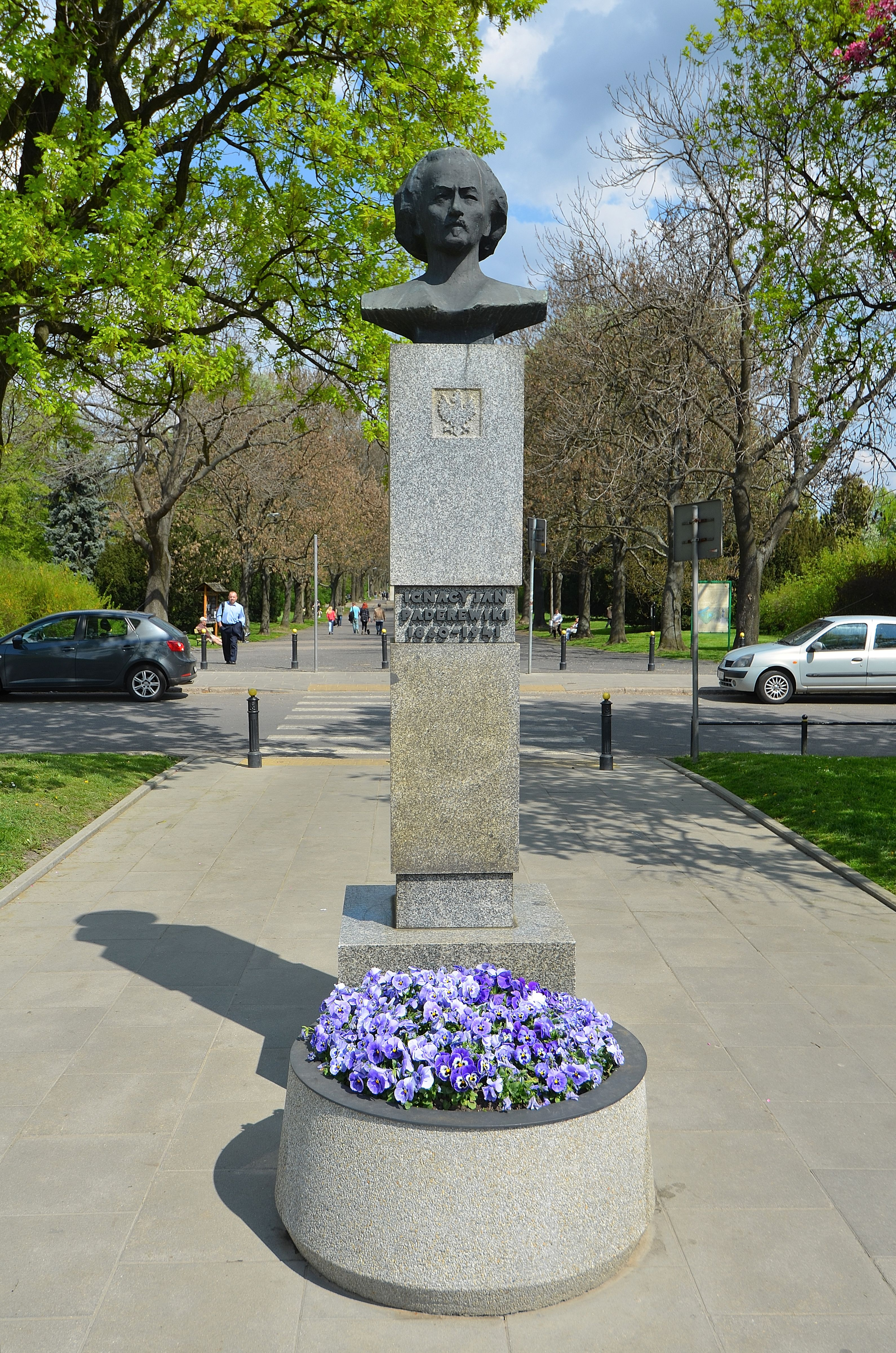
Пам'ятник Іґнацію Яну Падеревському

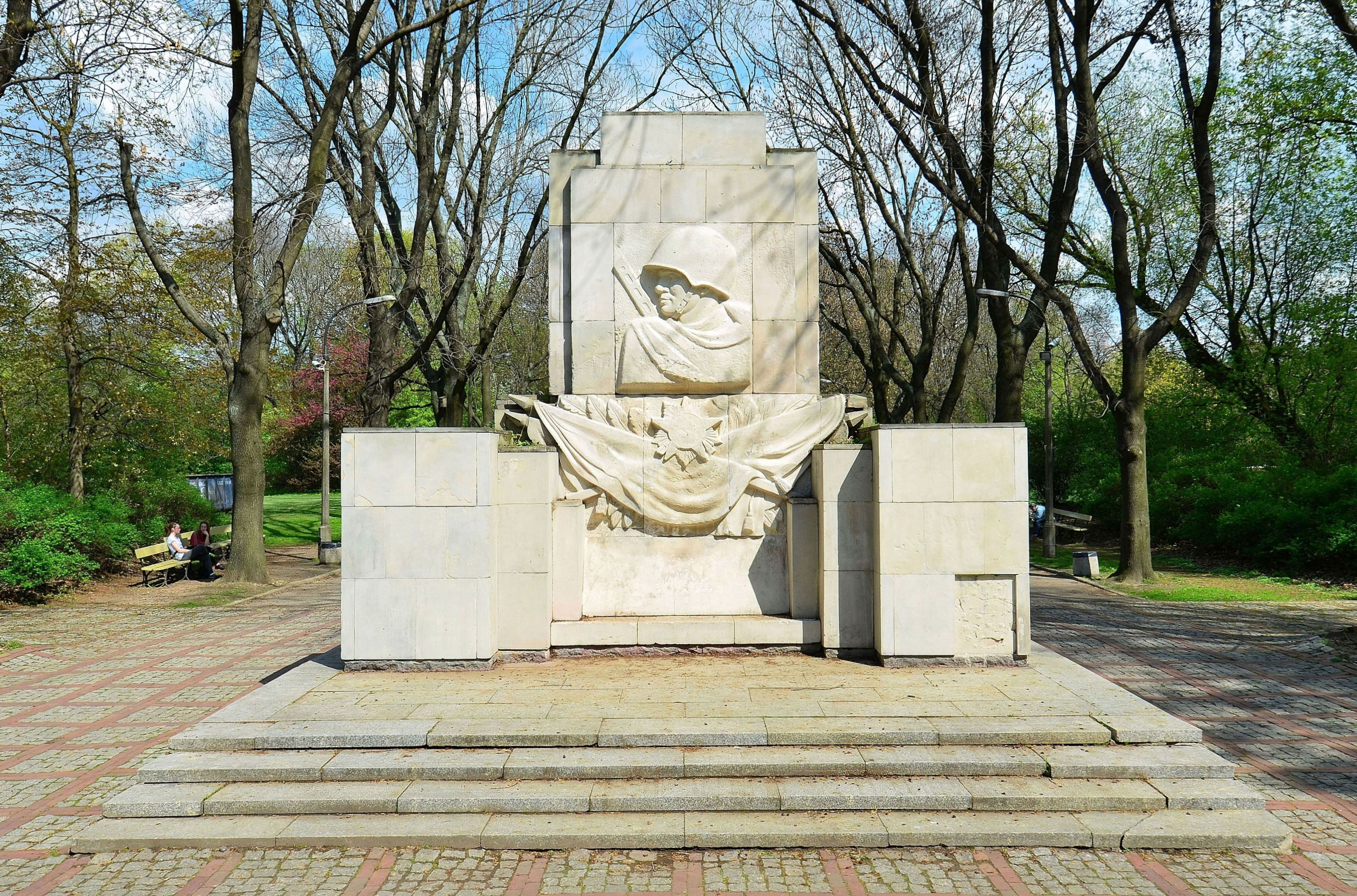
Пам'ятник солдатам Червоної армії, що брали участь у боях за Варшаву

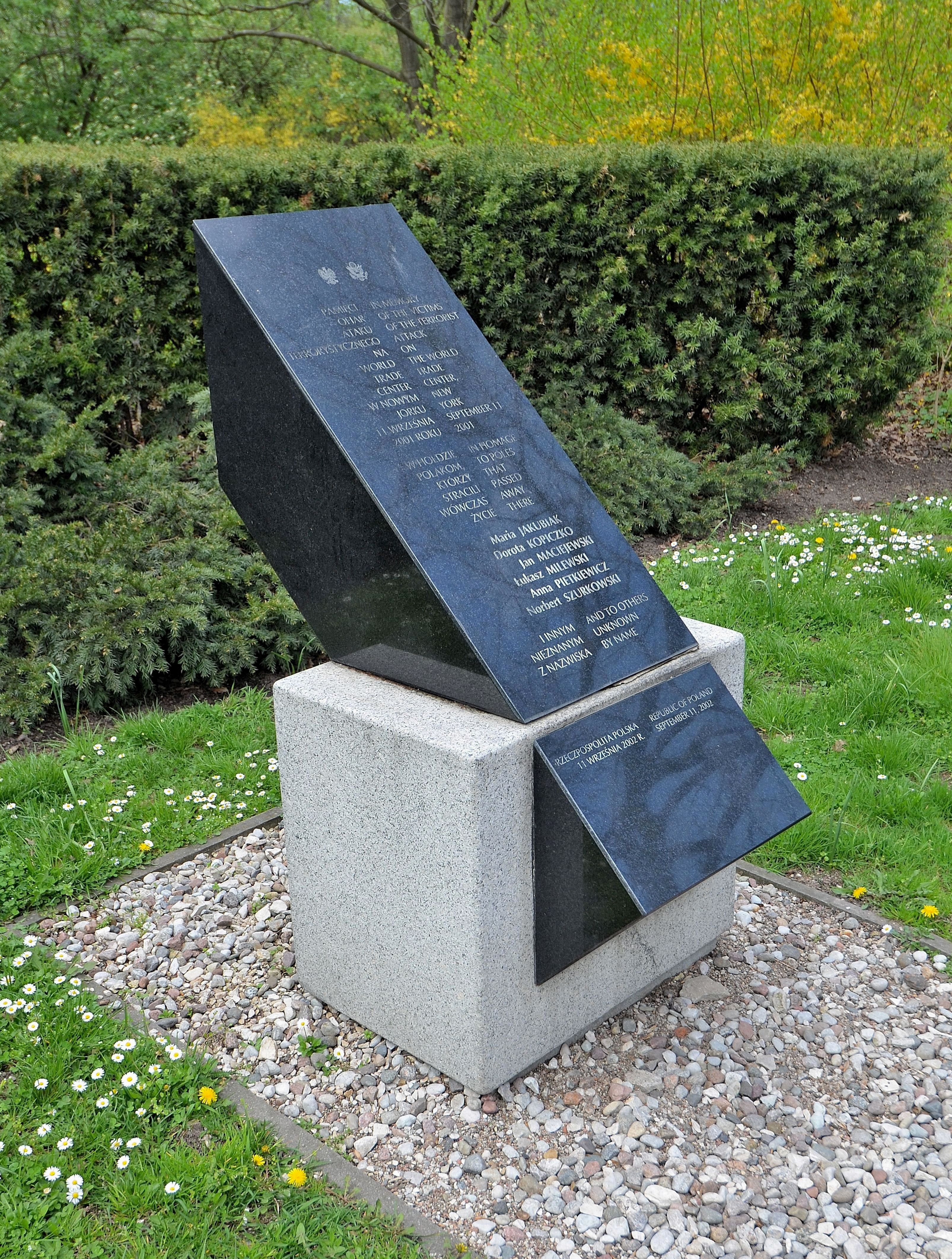
Пам'ятник полякам, що загинули під час теракту 11 вересня 2001

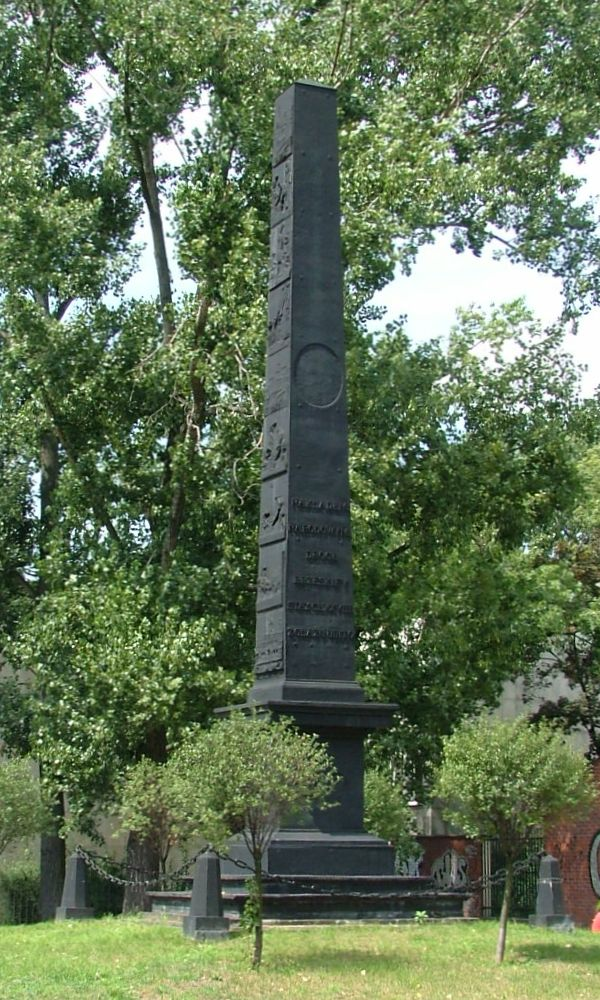
Пам'ятник будівництву Брестської траси

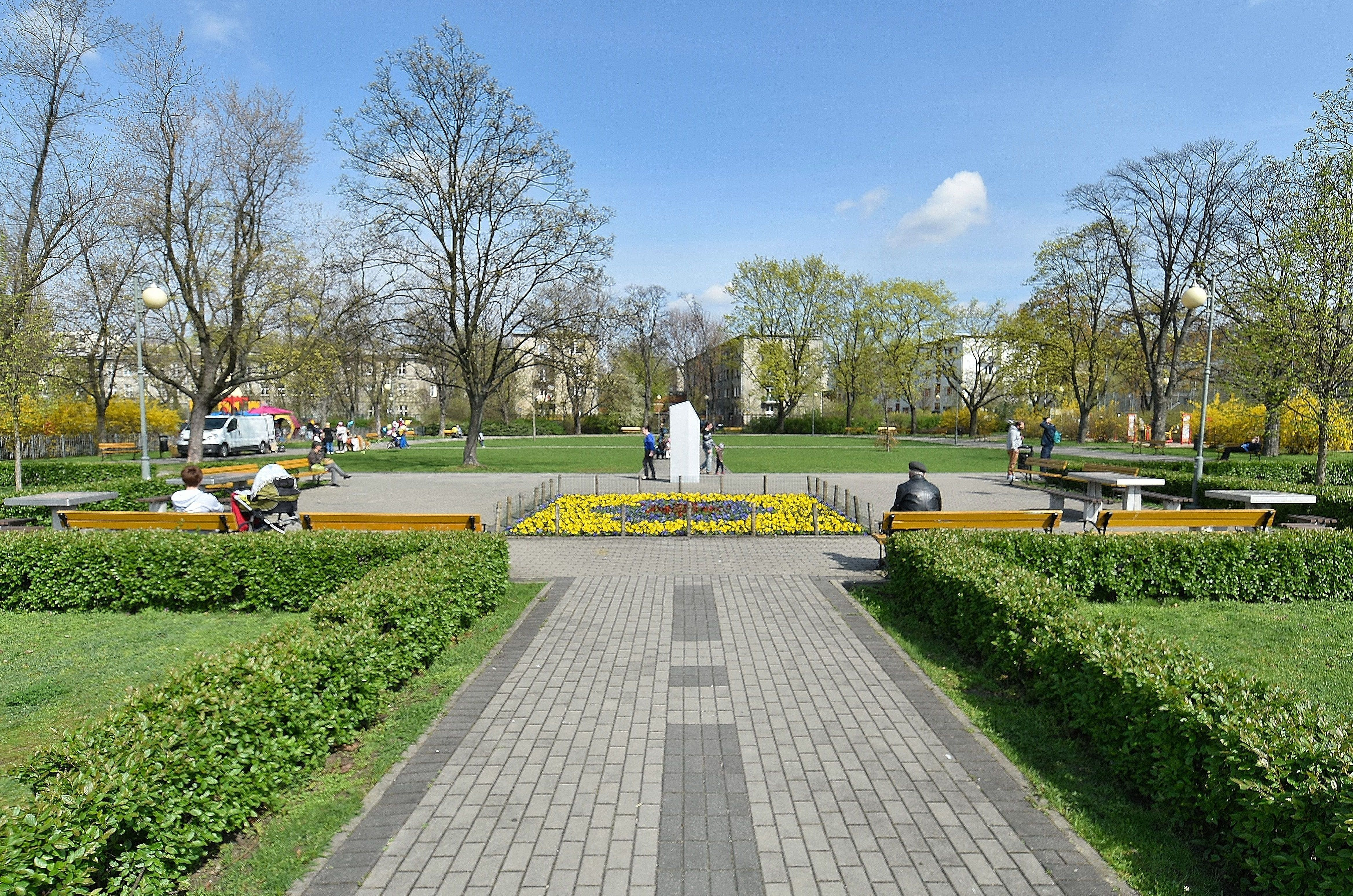
Парк підрозділу «Прага» Армії Крайової

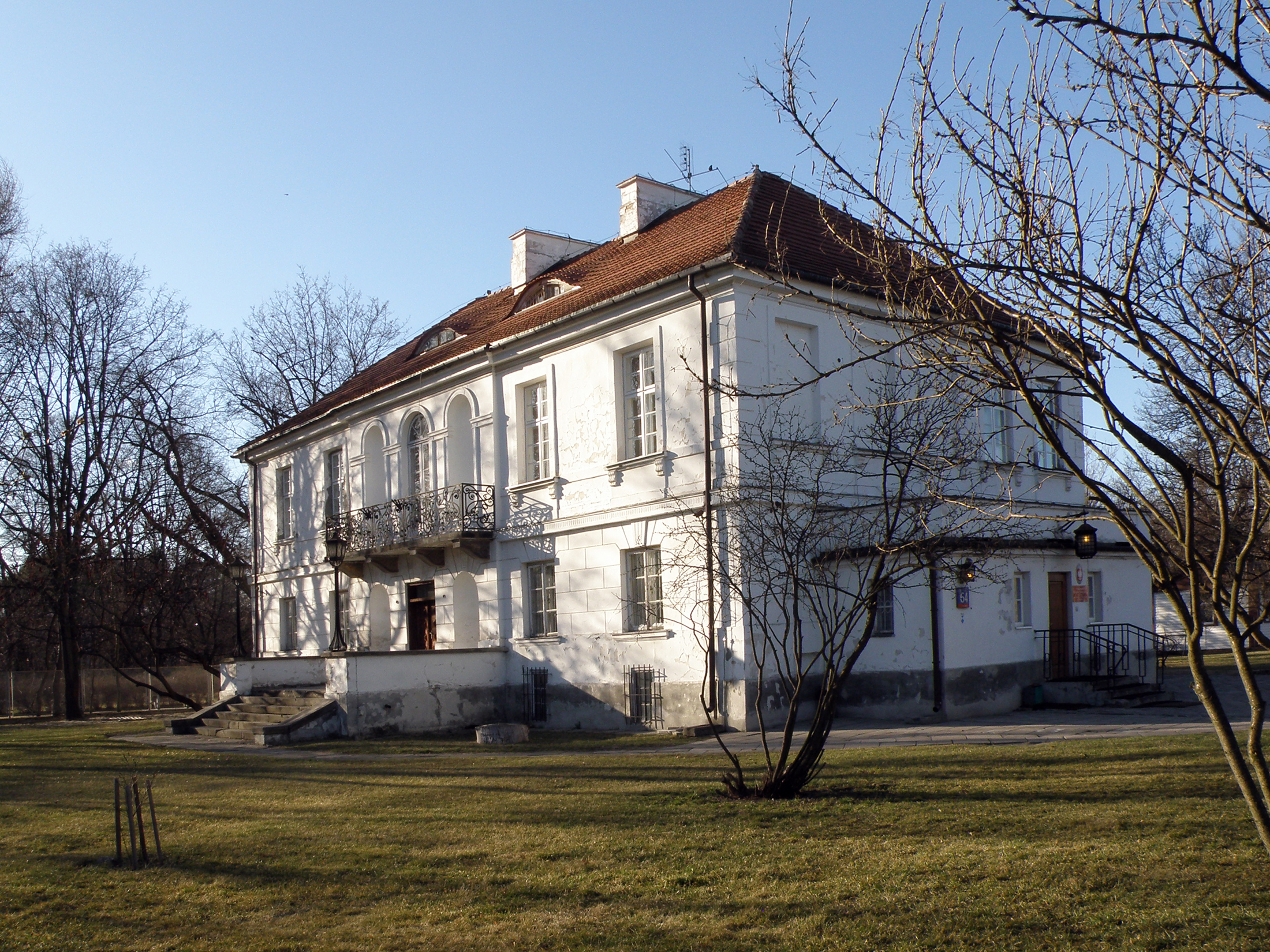
Ґроховський маєток

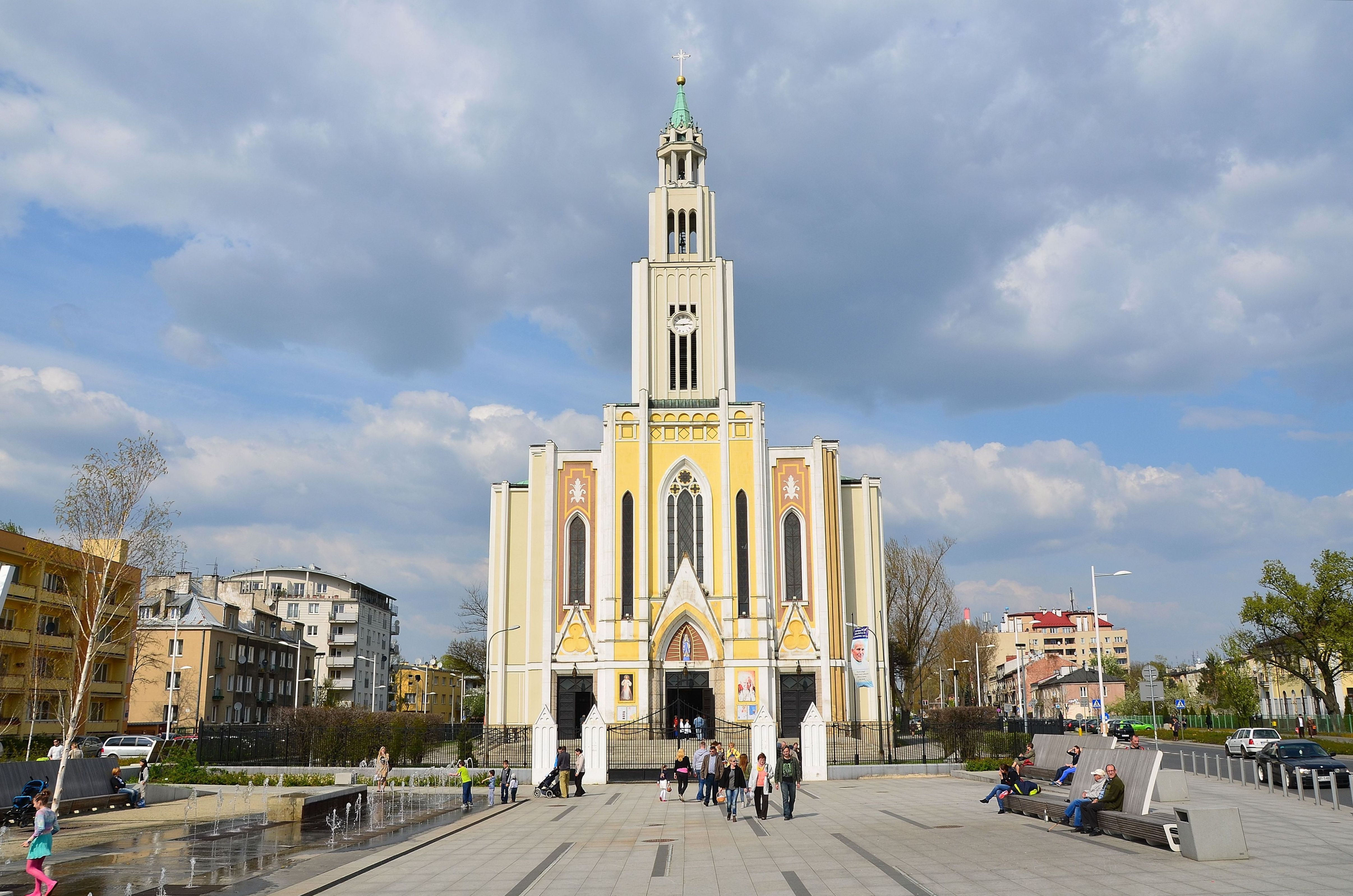
Церква Найчистішого Серця Діви Марії на площі Шембека

Перші поселення на території сучасної дільниці Прага-Полуднє виникли в XI — на початку XIV століття (Камьонек (пол. Kamionek), Ґрохув (пол. Grochów), Ґоцлав (пол. Gocław), Кавенчин (пол. Kawęczyn) та інші). Ці території були добре заселеними та економічно досить розвиненими. Найдавнішим з усіх є поселення Камьон (пол. Kamion) (нині Камьонек) — в документах воно вперше згадується в 1065, другим за віком є поселення Ґоцлав — перші згадки про нього датовані 1155 роком. Початково Ґоцлав був у власності єпископа з Плоцька. Ґоцлав, а також Ґрохув, Камьон і Ґоцлавек належали до Плоцького капітулу. Наприкінці XIII — на початку XIV століття в Камьоні був зведений перший дерев'яний костьол, також була створена парафія, підпорядкована плоцькій дієцезії. У 1591 виникло поселення Скаришев (пол. Skaryszew), засновником його став канонік Станіслав Скаршевський. У 1628 на острові Кемпа Солецька (пол. Kępa Solecka) голандцями було засновано поселення Кемпа Олендерська (пол. Kępa Holenderska), у якому ними ж були збудовані фільварок для годування тварин, спиртовий завод та млин. У XVIII столітті поселення отримало назву Кемпа Саська (пол. Kępa Saska) — на честь його тодішнього господаря, короля Августа ІІІ Саса. У 1641 поселення Скаришев стало містом. Тут були побудовані дерев'яна ратуша та церква. В місті активно проводилася торгівля зерном.
У середині XVII століття розвиток поселень загальмувала Шведська війна, особливо триденні бої за Варшаву. Церква в Камьоні, де знаходилася парафія плоцької дієцезії, під час цих подій була знищена, через що парафію було перенесено до Скаришева. Вдруге значних руйнувань поселення зазнали в ході Північної війни, внаслідок епідемії 1708—1712 зросли людські втрати.
У 1780 Ґрохув, Камьонек та Скаришев були придбані королем Станіславом Понятовським та передані ним у володіння своєму брату — принцу Станіславу Понятовському, котрий, у свою чергу, створив юридику Камьон у 1781, а частину своїх володінь (Ґрохув) продав. Скаришев у 1791—93 увійшов до складу Варшави. У 1820—23 було прокладено дорогу між Прагою та Тересполем. У 1820-х почала розвиватися легка промисловість. У другій половині XIX століття Ґрохув став важливим промисловим поселенням. У 1889 до Варшави був приєднаний Камьонек, після чого там теж була побудована значна кількість промислових закладів. Кемпа Саська в цей час була зоною відпочинку мешканців Варшави. У 1914 через Віслу звідси був прокладений міст, який нині має назву міст Понятовського. У квітні 1916 Ґрохув, Саська Кемпа, Ґоцлав та Ґоцлавек були включені до складу Варшави та об'єднані у Гроховський комісаріат (пол. Komisariat Grochowski).
У міжвоєнний період на території Саської Кемпи, Ґрохова та Камьонки проводилися роботи по модернізації існуючих та прокладенню нових доріг, електрифікації, газифікації, меліорації ґрунтів та будівництву нових житлових масивів. Значна частина Саської Кемпи в цей час була забудована віллами. Камьонек став промисловим районом — здебільшого металургійним (у цій галузі працювало 90% усього працездатного населення).
Під час Другої світової війни поселення сучасної Праги-Полуднє не зазнали значних руйнувань та людських втрат. У повоєнні часи тут в основному будувалися житлові масиви (особливо активно — починаючи з 1960-х та 1970-х). У 1974 була побудована Лазенковська траса, у 1999—2002 збудовано три спортивних об'єкти — басейн «Воднік» та два спортзали.
До 1994 до складу ґміни Варшава—Прага-Полуднє входили території сучасних дільниць Рембертув та Вавер. З 1994 Прага—Полуднє була поділена на три окремі ґміни. З 2002 — дільниця Варшави.

## Райони
Прага-Полуднє має в своєму складі вісім районів («осєдле») — це допоміжні одиниці:
- Ґоцлав
- Ґрохув—Центр (пол. Grochów-Centrum)
- Ґрохув—Кінова (пол. Grochów-Kinowa)
- Ґрохув Південний (пол. Grochów-Południowy)
- Ґрохув Північний (пол. Grochów-Północny)
- Камьонек
- Пшичулек Ґроховський (пол. Przyczółek Grochowski)
- Саська Кемпа

Згідно з Міською інформаційною системою (пол. Miejski System Informacji) Прага-Полуднє поділяється на райони:
- Камьонек
- Саська Кемпа
- Ґоцлав
- Ґоцлавек
- Ґрохув
- Ольшинка Ґроховська

Згідно з польським офіційним державним реєстром TERYT Прага-Полуднє ділиться на райони:
- Ґоцлав
- Ґоцлавек
- Ґрохув
- Камьонек
- Кемпа Ґоцлавська
- Козина Гурка (пол. Kozia Górka)
- Ольшинка Гроховська
- Саська Кемпа

Традиційний поділ також включає в себе одиниці:
- Скаришевський парк імені Іґнація Яна Падеревського (пол. Park Skaryszewski im. Jana Paderewskiego)
- Осєдле Остробрамська (пол. Osiedle Ostrobramska)
- Осєдле Молодих (пол. Osiedle Młodych)
- Вітолін (пол. Witolin)

## Пам'ятники та парки
- Ґроховські будівлі—«рогатки» (пол. Rogatki Grochowskie) (раніше тут проходила адміністративна межа Варшави)
- Пам'ятник будівництву Брестської дороги (пол. Pomnik Budowy Szosy Brzeskiej)
- Пам'ятник генералу Зиґмунту Берлінґу (пол. Pomnik Zygmunta Berlinga)
- Пам'ятник солдатам Червоної армії, що загинули в боях за Варшаву (пол. Pomnik Wdzięczności Żołnierzom Armii Radzieckiej)
- Пам'ятник Аґнешці Осецькій (пол. Pomnik Agnieszki Osieckiej)
- Резиденція принца Міхала Понятовського (пол. Dworek Grochowski)
- Головна споруда виховного закладу альбертинів (пол. Gmach zakładu wychowawczego braci Albertynów)
- Церква Переможної Божої Матері (пол. Konkatedra Matki Bożej Zwycięskiej)
- Парк імені полковника Яна Шиповського (пол. Park im. płk. Jana Szypowskiego „Leśnika”)
- Скаришевський парк імені Іґнація Яна Падеревського
- Парк імені Юзефа Пілсудського (пол. Park im. Józefa Polińskiego)
- Парк підрозділу Армії Крайової «Прага» (пол. Park Obwodu Praga Armii Krajowej)
- Парк Зніча (пол. Park Znicza)
- Церква Найчистішого Серця Діви Марії у Варшаві (пол. Kościół Najczystszego Serca Maryi w Warszawie)
- Природний заповідник Ольшинка Гроховська (пол. Rezerwat przyrody Olszynka Grochowska)
- Канал між Ґоцлавським та Камьонковським озерами (пол. Kanał Wystawowy)

## Культура та мистецтво
- Публічна бібліотека на вул. Мейснера
- Центральна військова бібліотека на вул. Остробрамській
- Майстерня літографії імені Пабло Пікассо (пол. Doświadczalna Pracownia Litografii im. Pabla Picassa) на вул. Оборонців
- Центр просування культури (пол. Centrum Promocji Kultury) на вул. Підскарбінській
- Клуб культури «Ґоцлав» на вул. Авраама
- Клуб культури «Сеньйора» на вул. Павліковського
- Інформаційний пункт культури «Акваріум» (пол. Punkt Informacji Kulturalnej "Akwarium") на пл. Шембека
- Концертний зал у Скаришевському парку
- Клуб культури «Саська Кемпа» на вул. Брюссельській
- Клуб «Релакс» на вул. Тарновецькій
- Кінотеатр «Cinema City» на вул. Остробрамській
- Музей неону на вул. Мінській
- Дім культури «Камьонек» на вул. Кіновій
- Воєводська педагогічна бібліотека на вул. Ґоцлавській
- Театральна студія «Коло» на вул. Мінській
- Театральна студія на вул. Любельській
- Театр імені Зиґмунта Гюбнера у Варшаві (пол. Teatr Powszechny im. Zygmunta Hübnera w Warszawie) на вул. Замойського
- Співоче товариство на Саській Кемпі (вул. Нобеля)

## Заклади торгівлі
- Торговельний центр «Ґоцлав» на вул. Генерала Фільдорфа
- Торговельний центр «King Cross» на вул. Юбілярській
- Торговельний центр «Променада» на вул. Остробрамській
- Галерея «Саська Кемпа» на пл. Пшимєжа
- Торговельний дім «Універсам» на вул. Ґроховській
- Торговельний дім «Камьонек» на вул. Кіновій
- Ринок на Шембека (вул. Заменецька)
- Ринок «Під Універсамом» на вул. Меньцінській
- Ринок «Петля» на вул. Умінського
- Ринок «Рогатка» на вул. Ґроховській
- Ринок «Африканська» на вул. Африканській

## Галерея

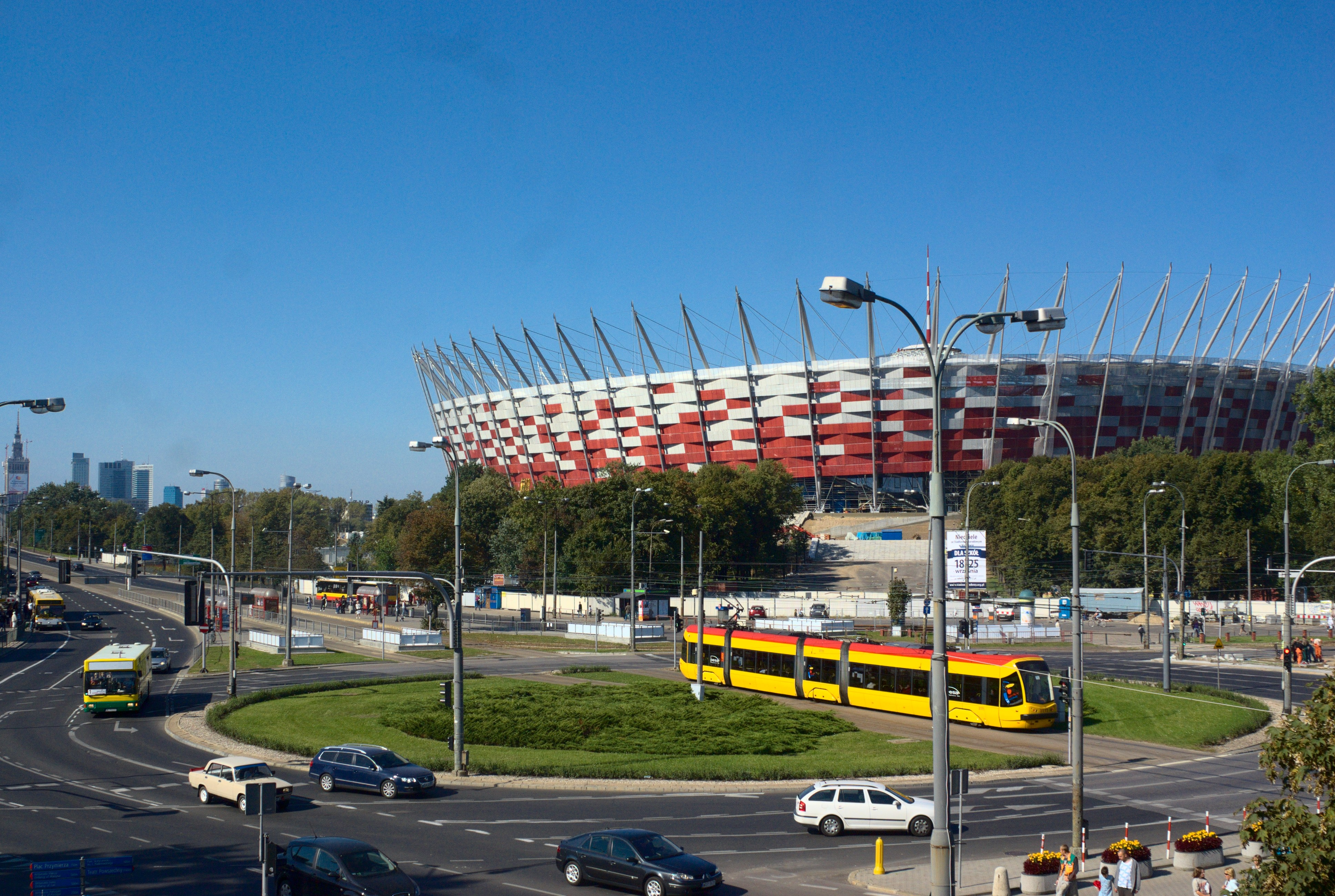
Площа Єжи Вашингтона
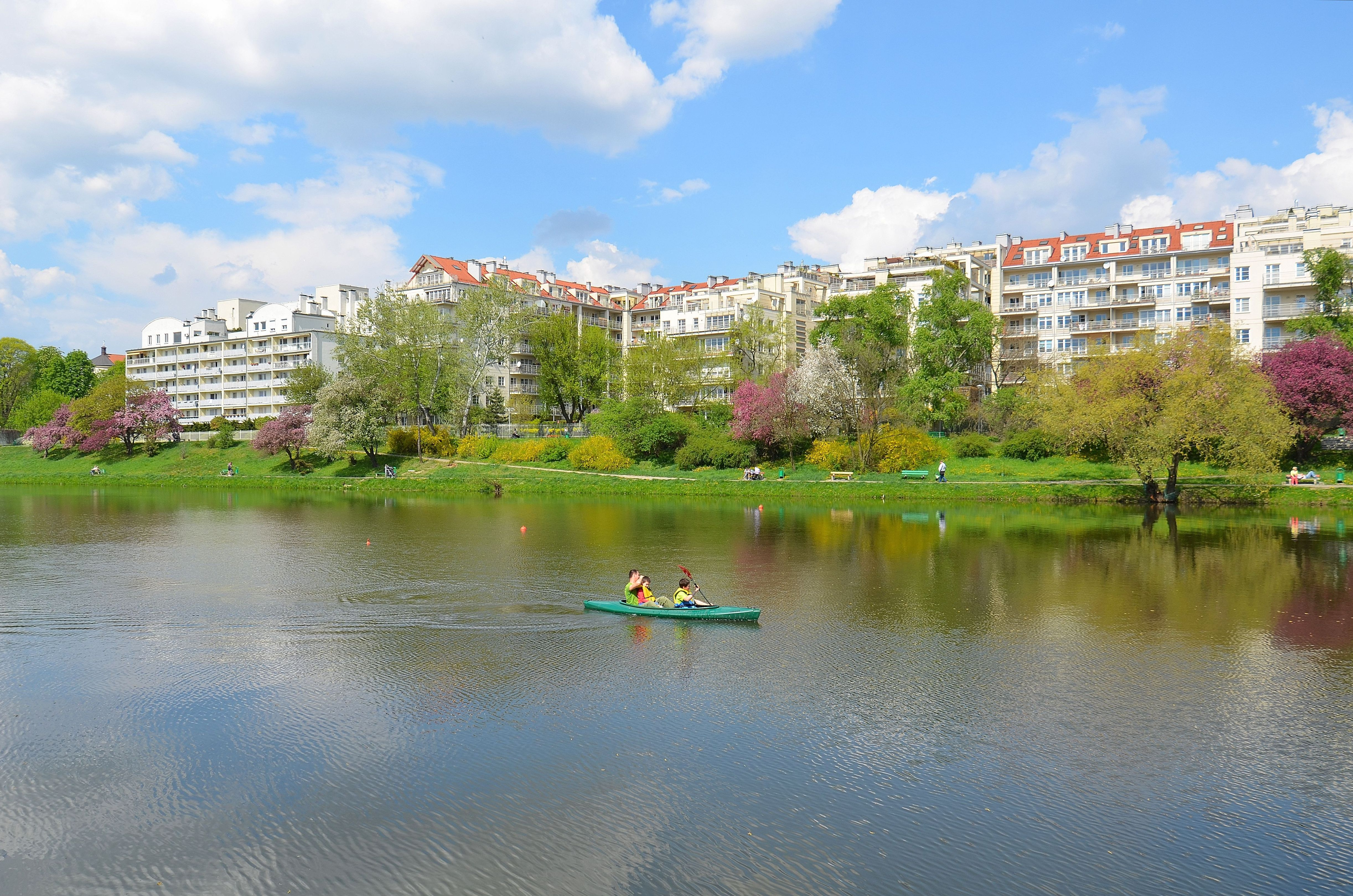
Камьонковське озеро
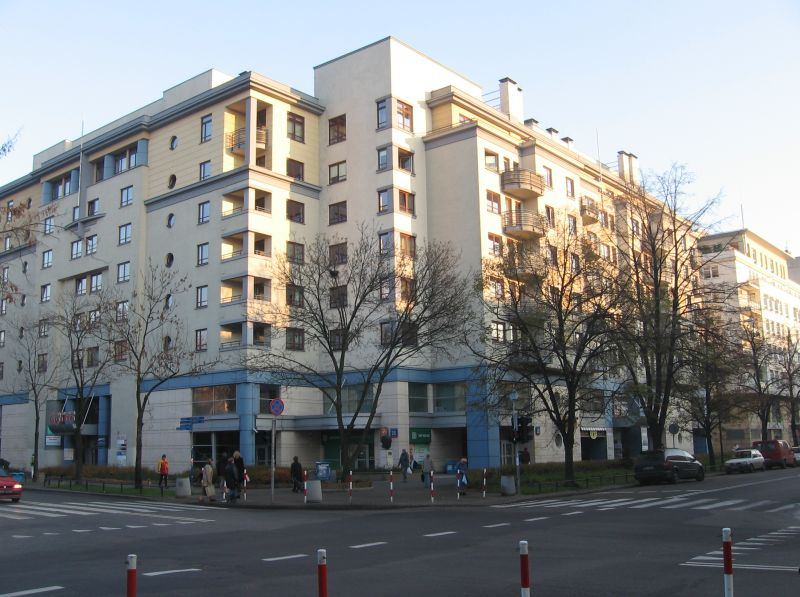
Площа Пшимєжа
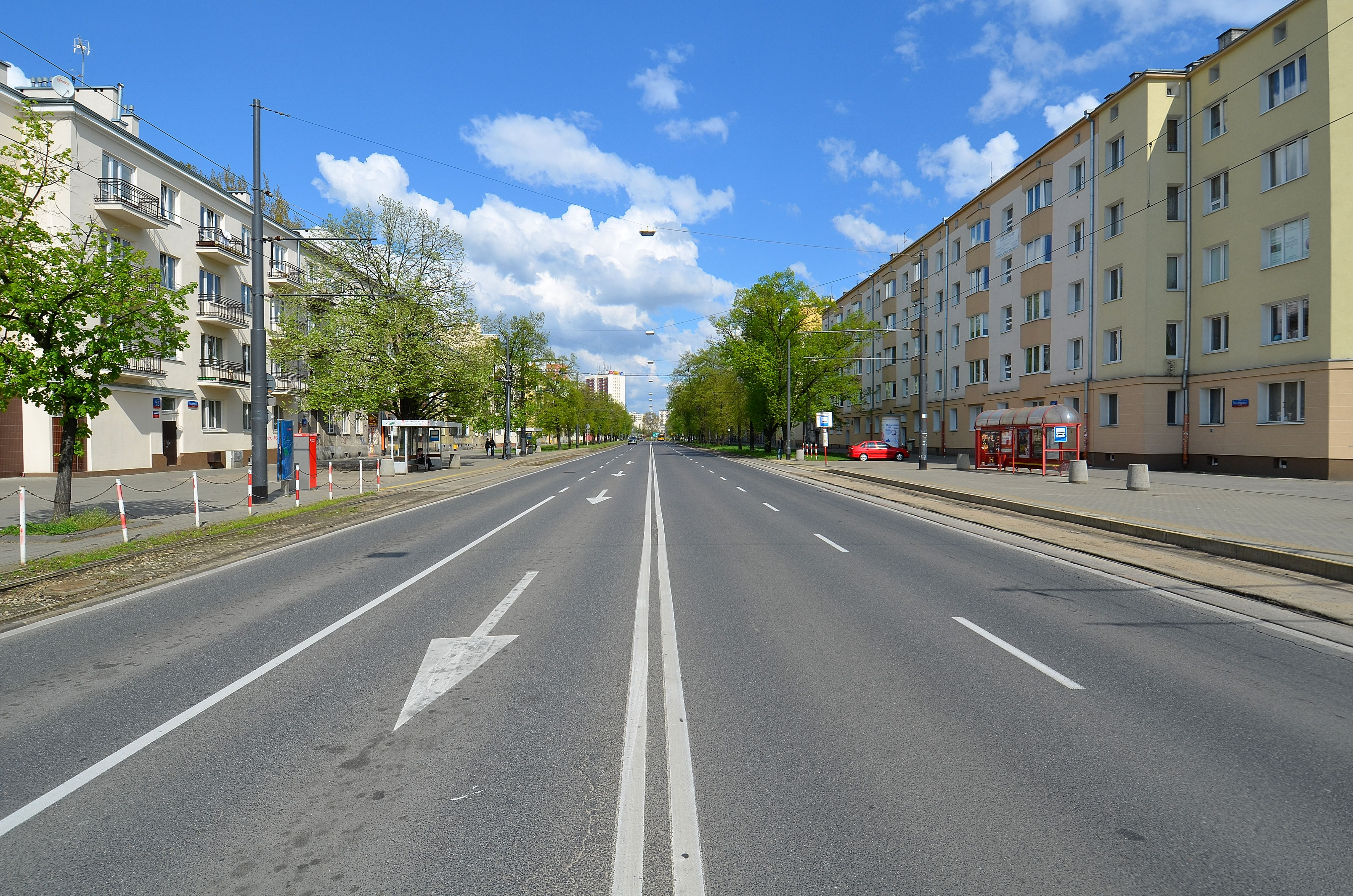
Алея Єжи Вашингтона
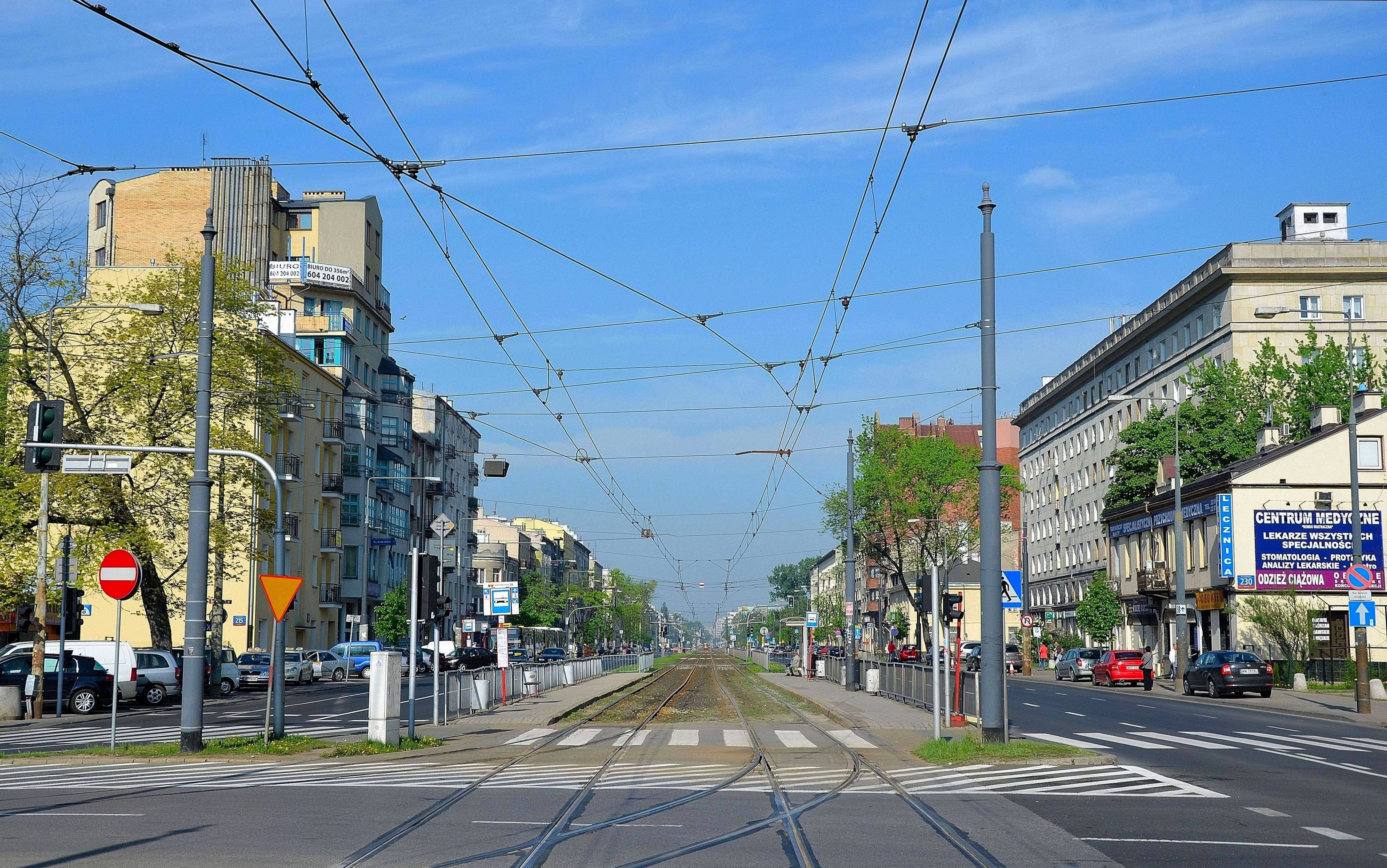
Вулиця Ґроховська
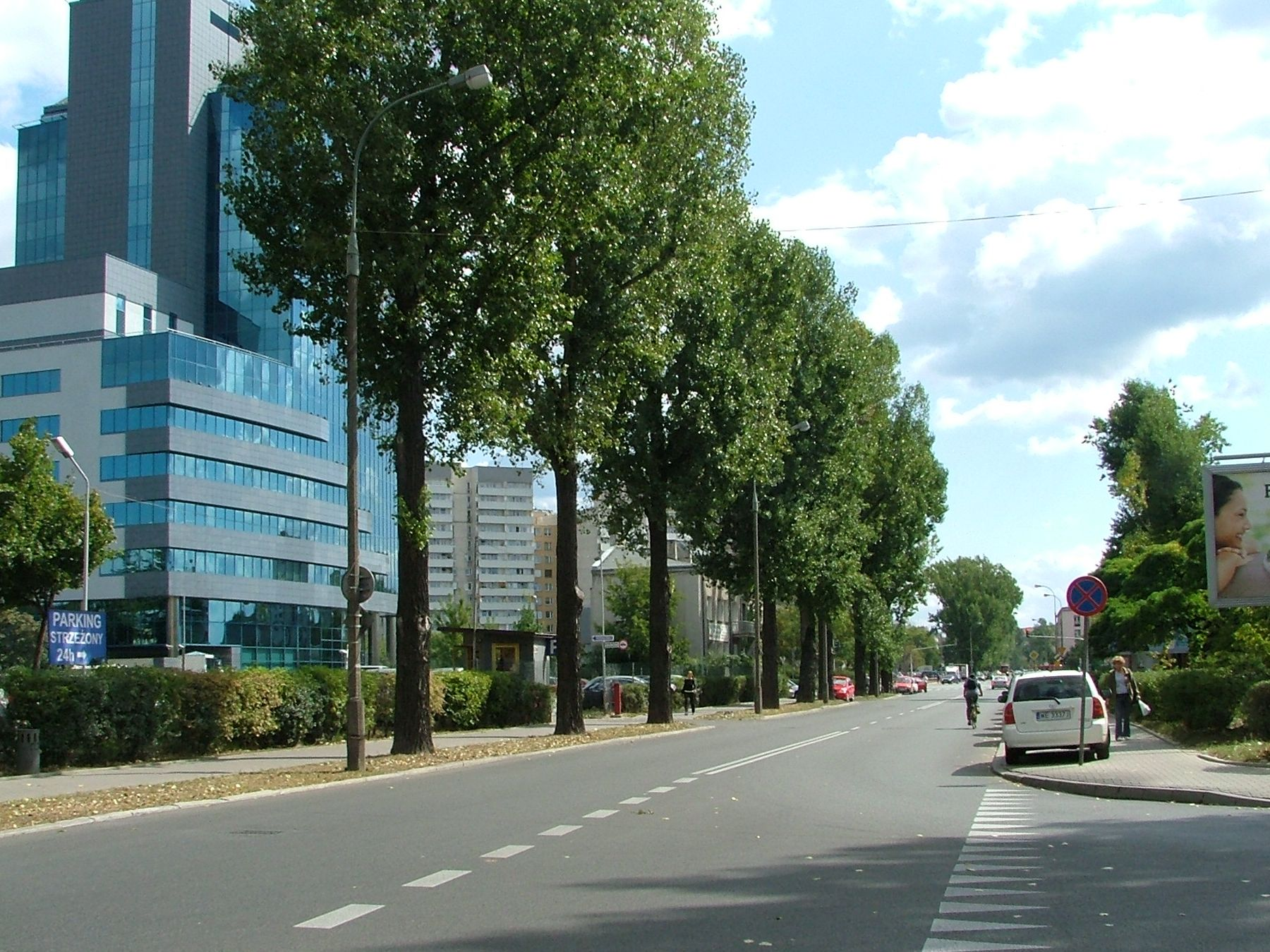
Вулиця Гренадерів
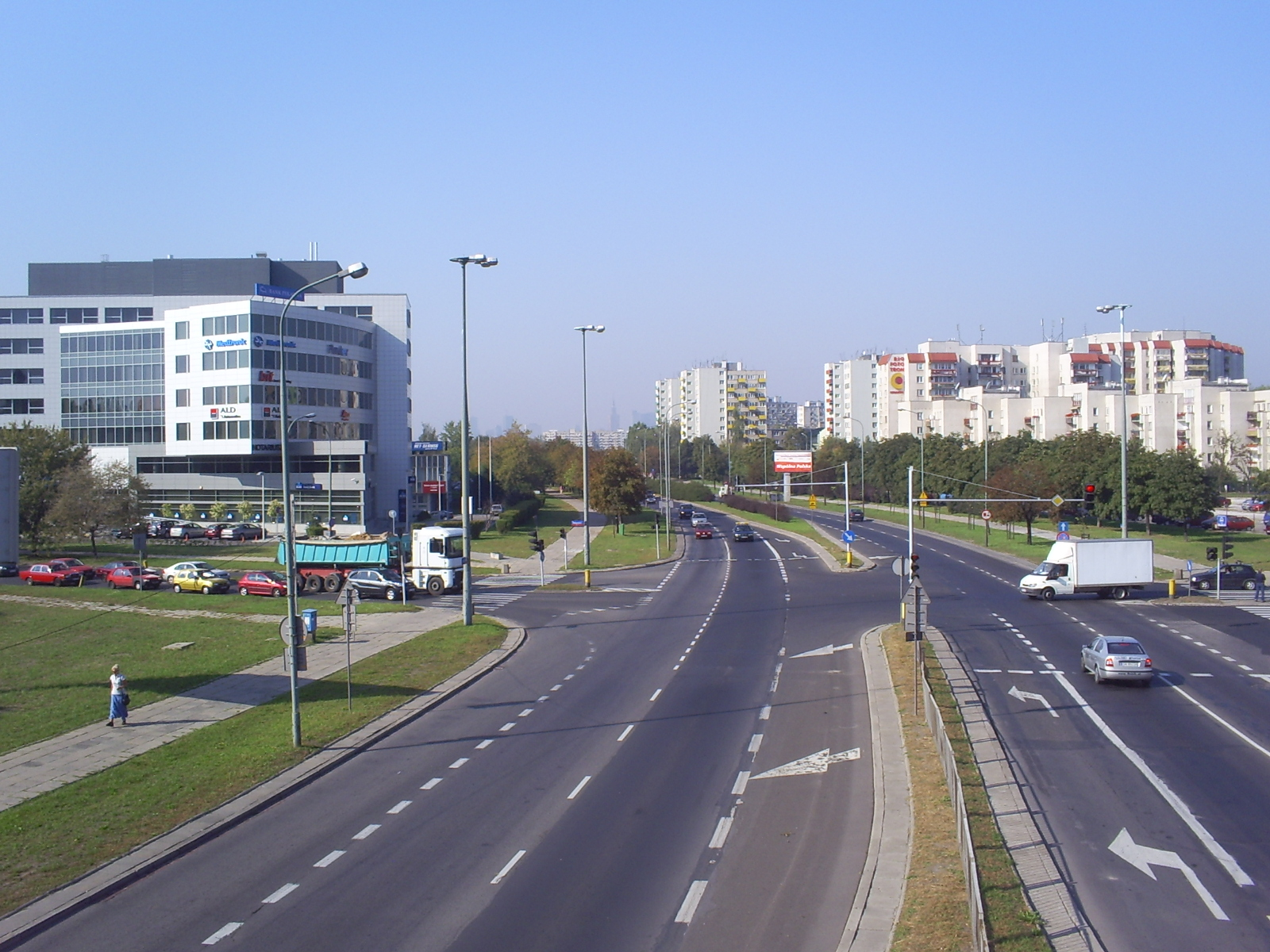
Вулиця Остробрамська
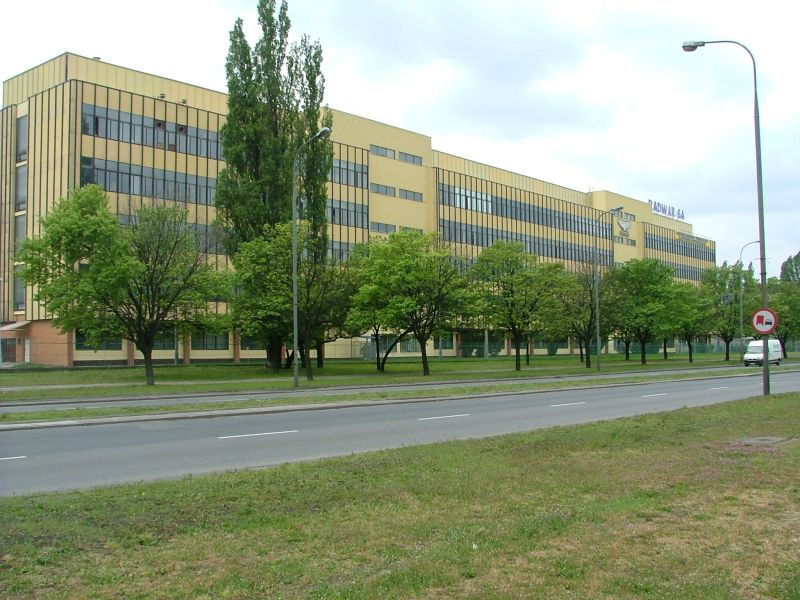
Завод RADWAR
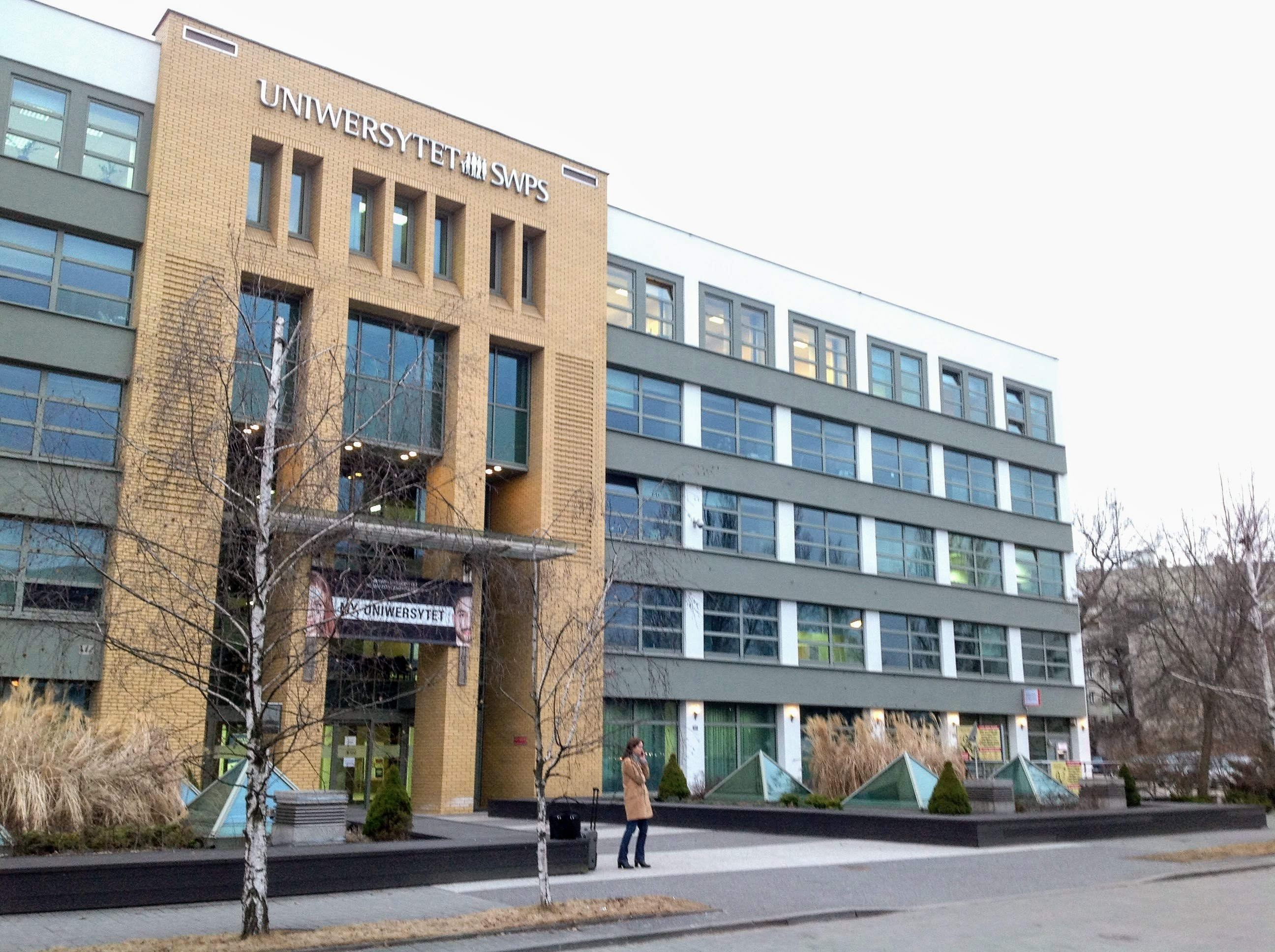
Університет соціальних та гуманітарних наук
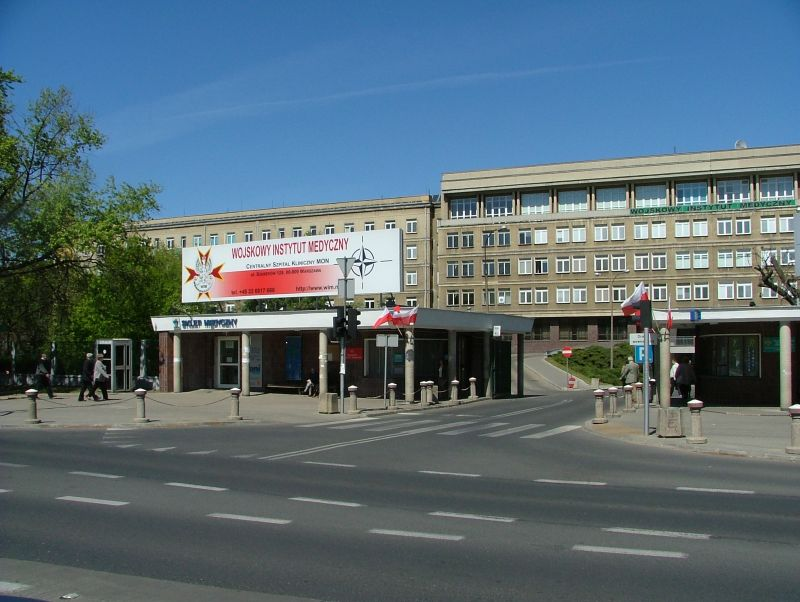
Військовий медичний інститут та Центральний клінічний шпиталь
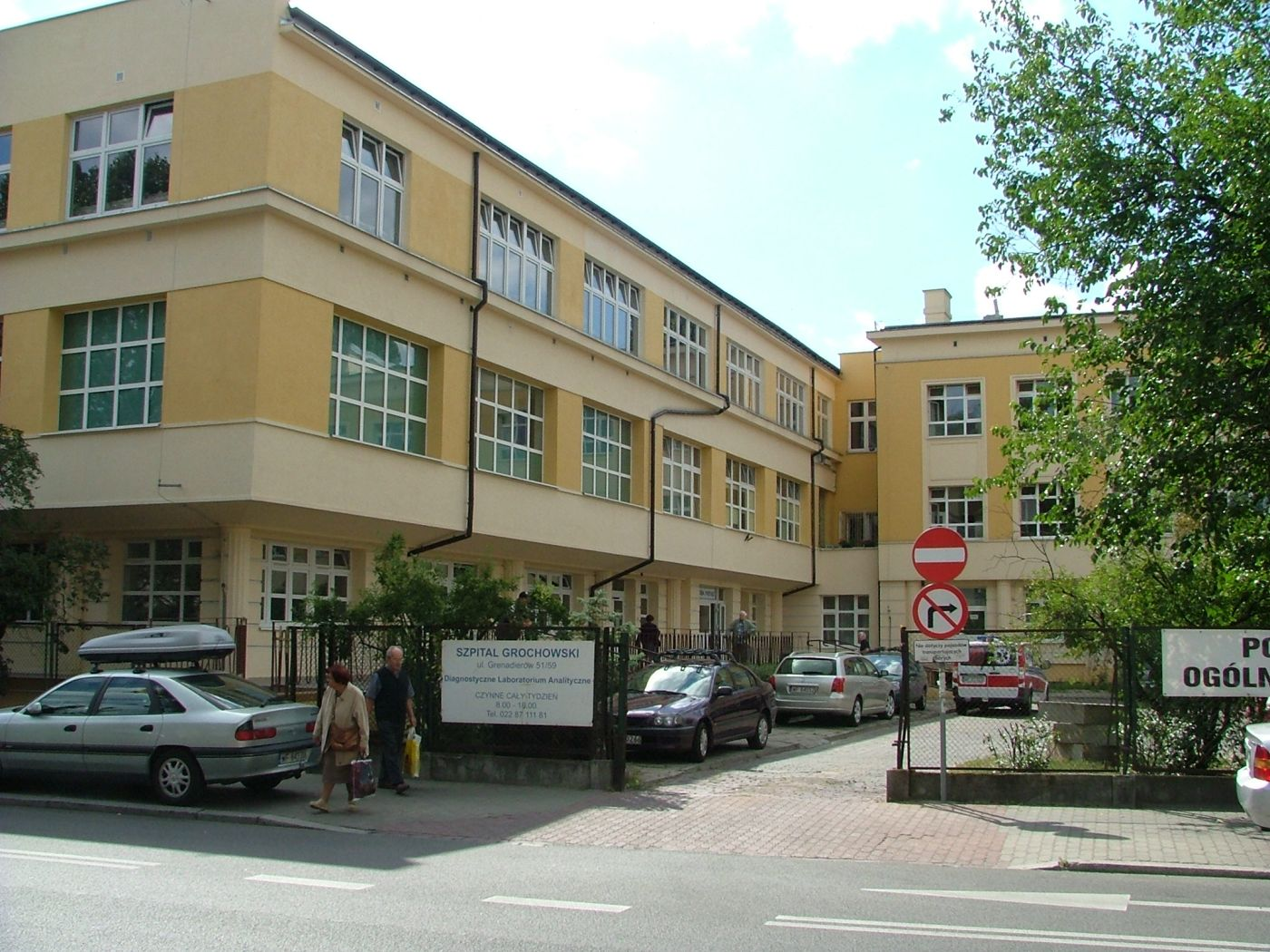
Шпиталь імені Рафала Маштака
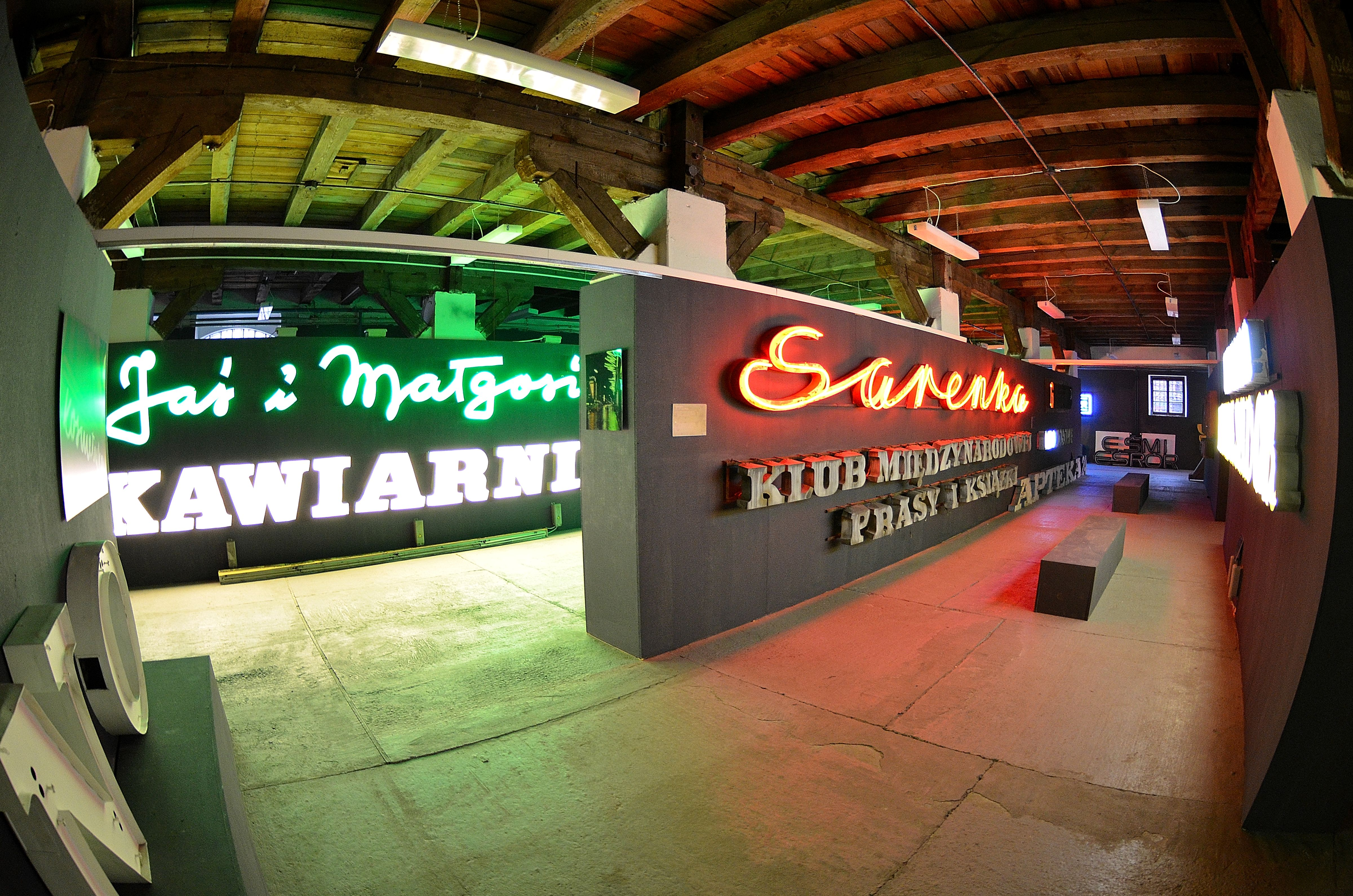
Музей неону
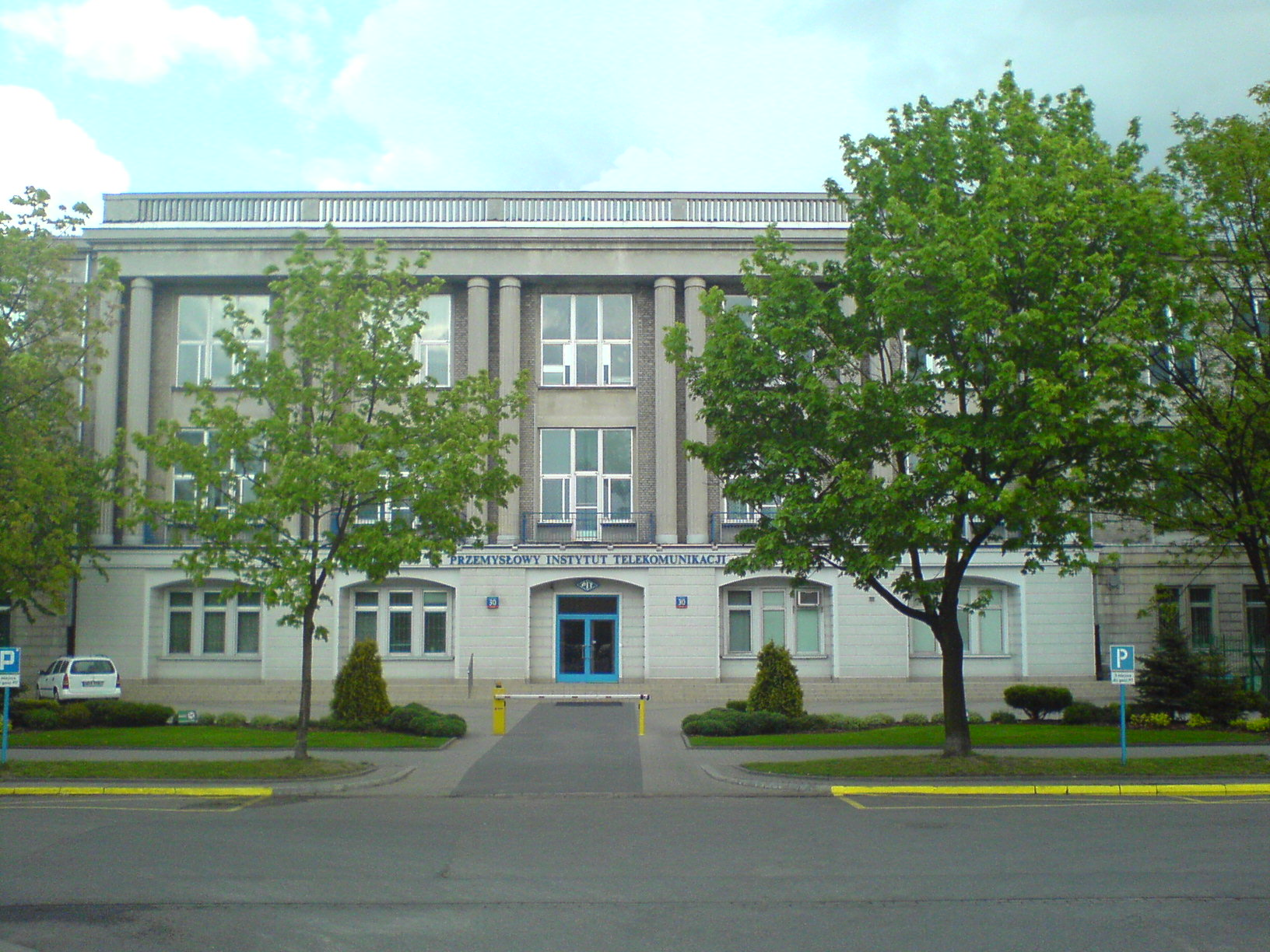
Інститут телекомунікації
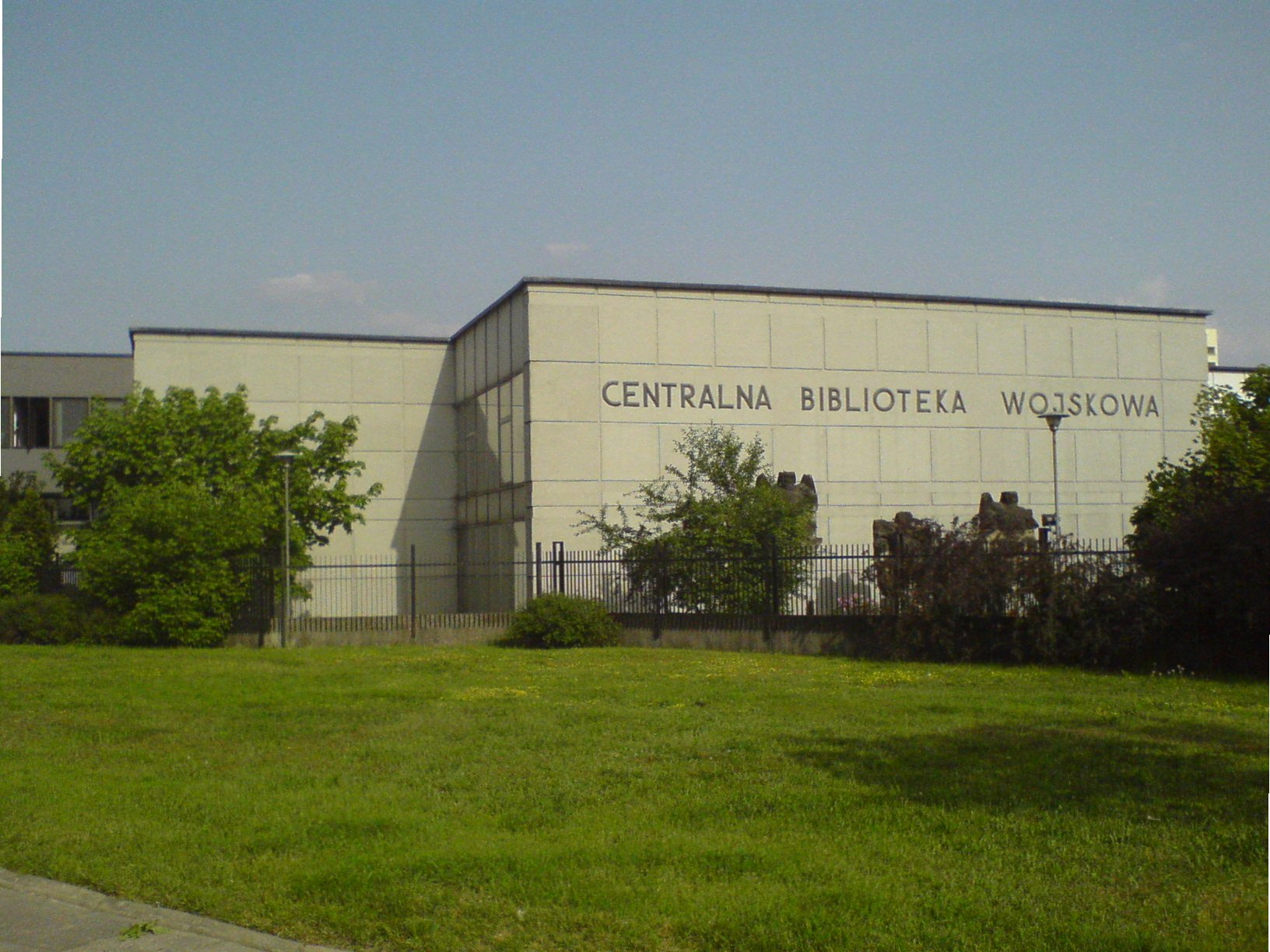
Центральна військова бібліотека
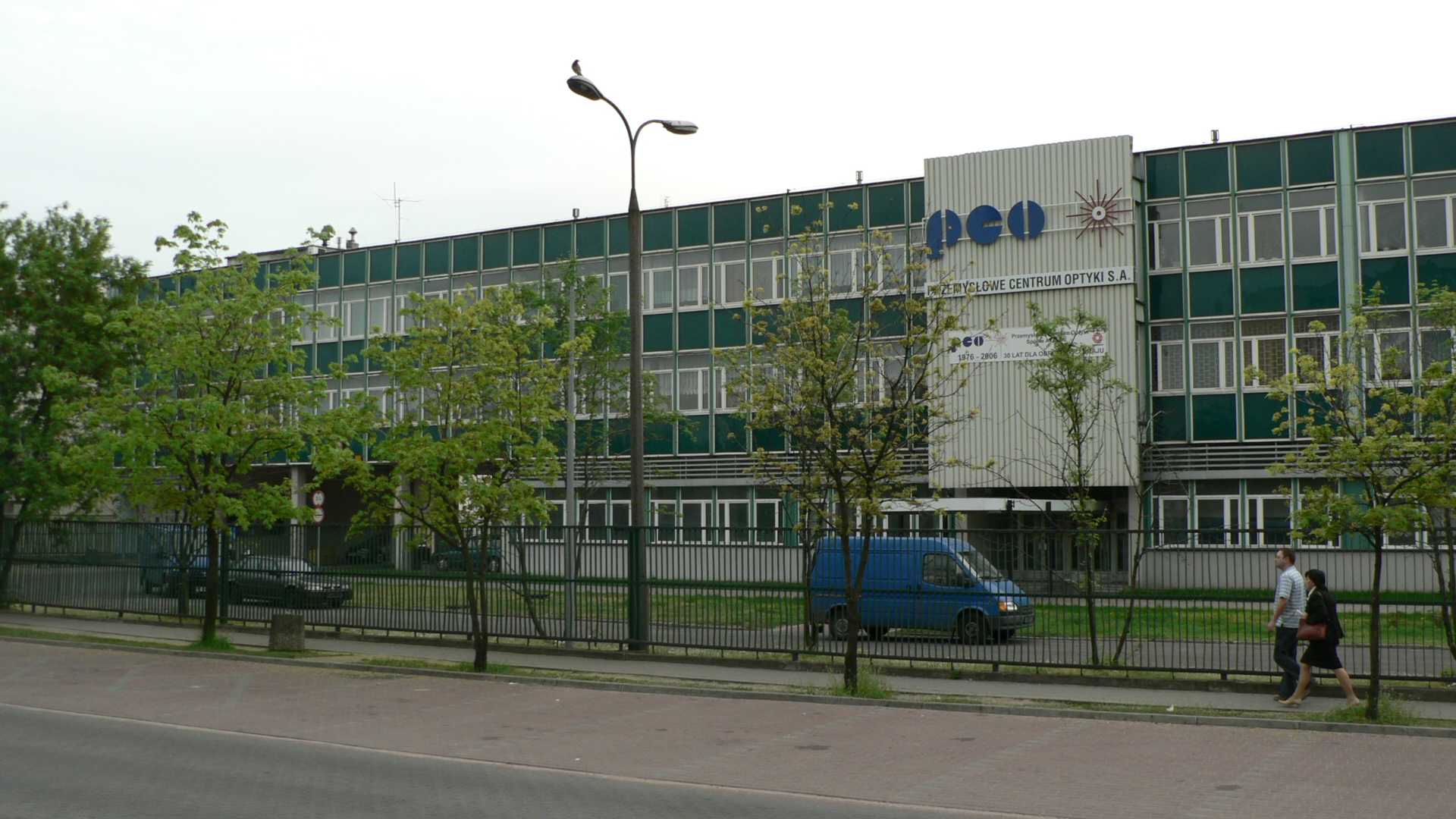
Промисловий центр оптики
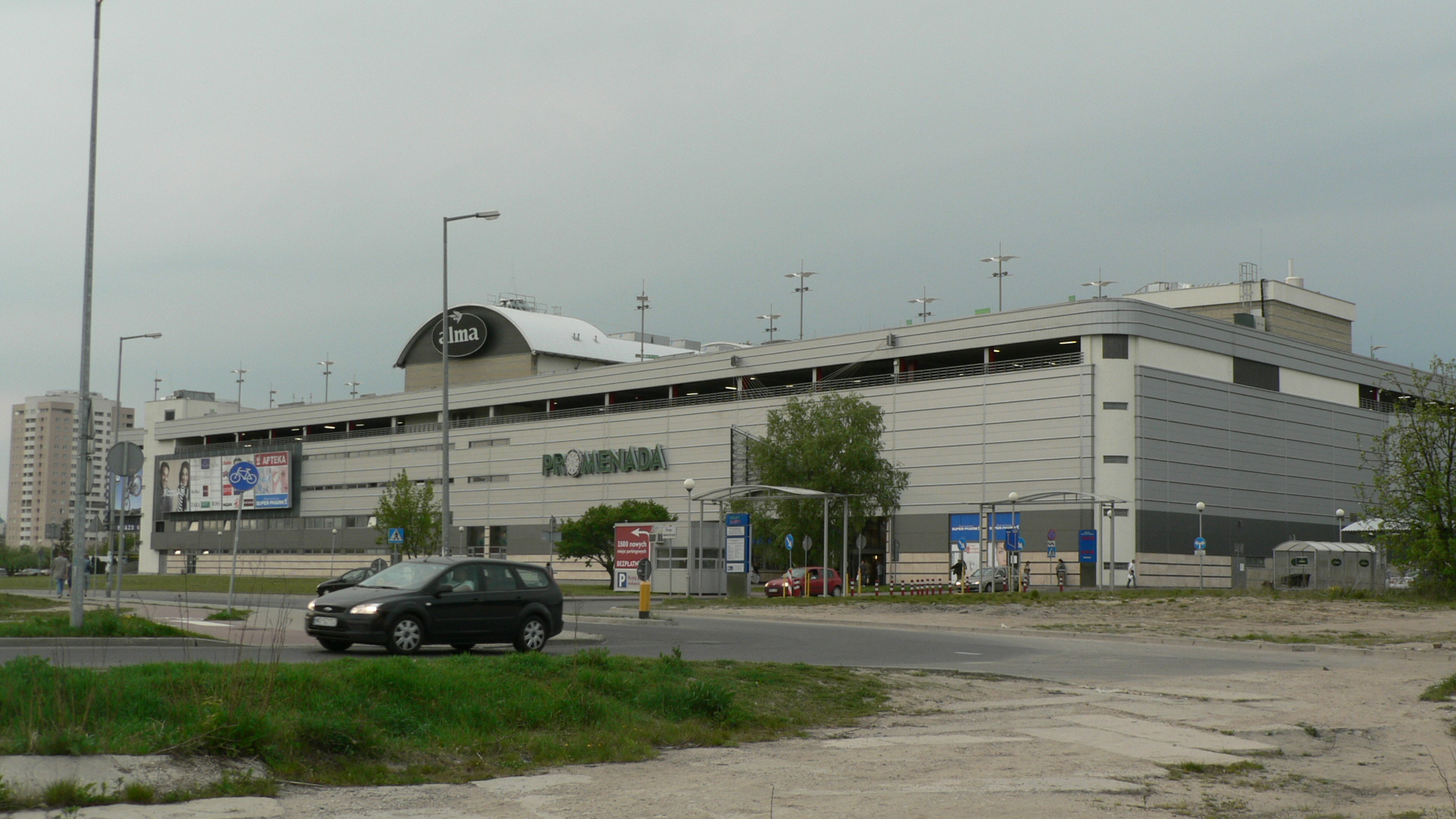
Торговельно-розважальний центр «Променада»
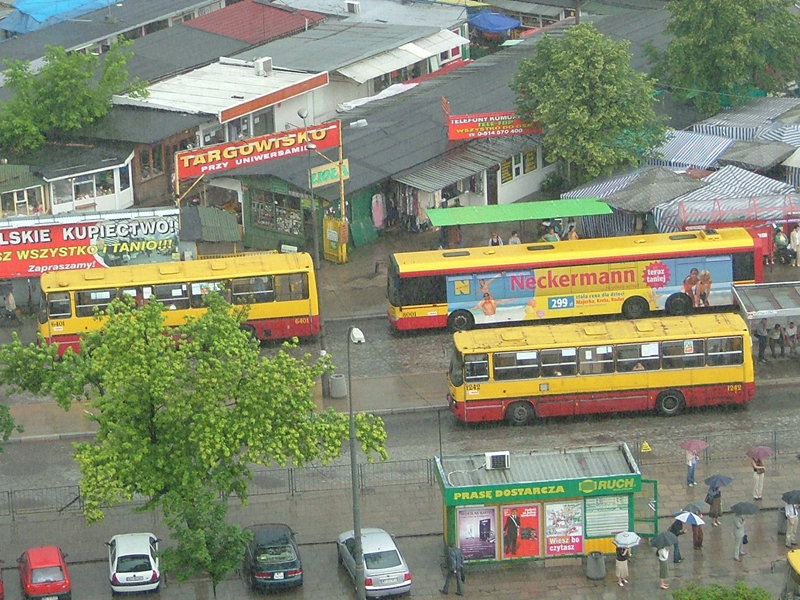
Автобусна зупинка «Вятрачна»
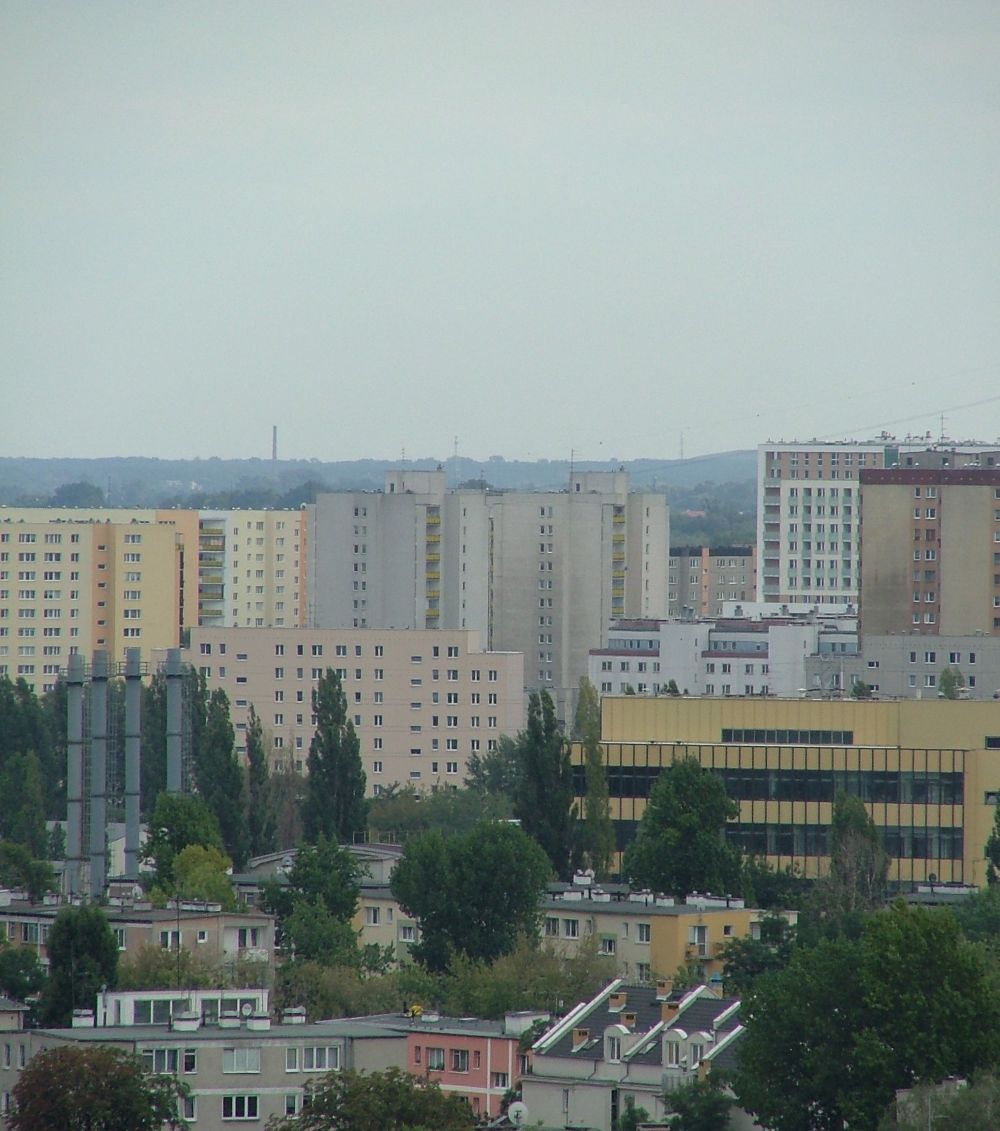
Панорама Ґоцлава
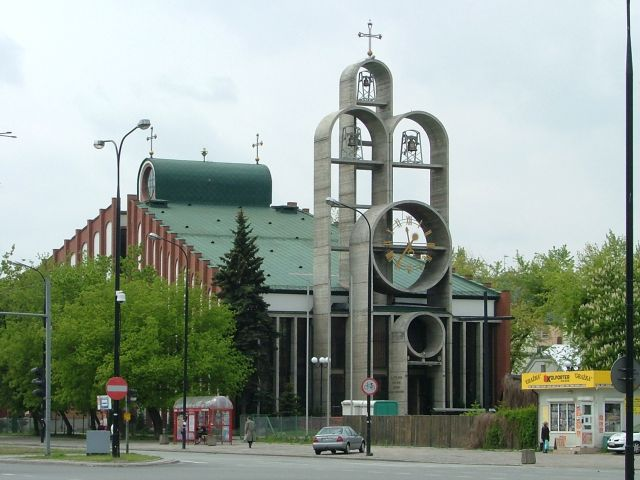
Церква Божої Матері Покровительки Польських Мучеників у Варшаві
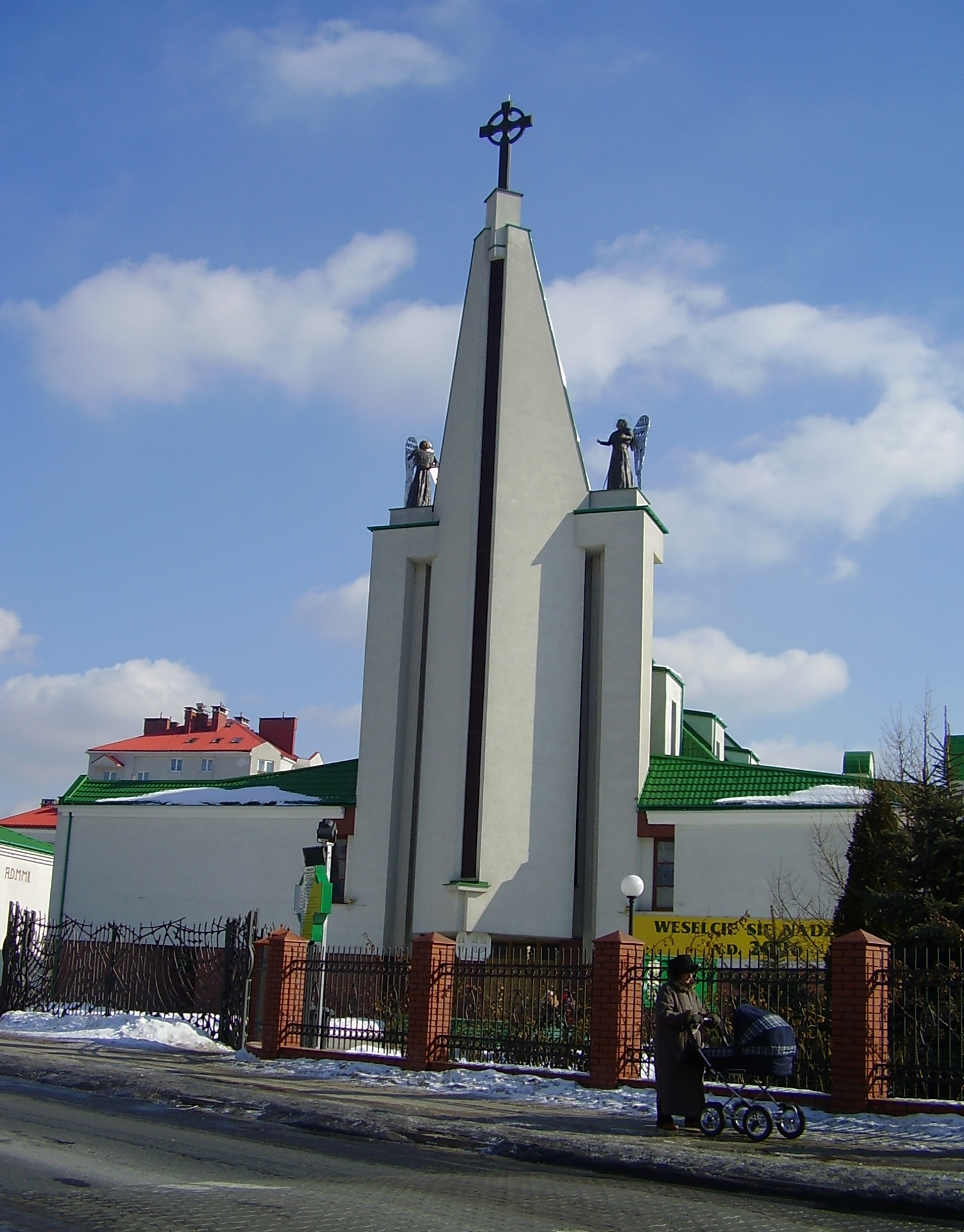
Церква св. Патрика